# Memory: The Origins of Alien
Memory: The Origins of Alien és una pel·lícula documental del 2019 que rastreja els orígens de la pel·lícula Alien (1979). Dirigit i escrit per Alexandre O. Philippe i produït per Kerry Deignan Roy, el documental s'endinsa en la història de la clàssica pel·lícula de ciència-ficció dirigida per Ridley Scott. Se centra en la idea que el cinema és "una forma d'art col·lectiu, no només el cercle més ampli d'escriptors, intèrprets i tècnics més enllà del director, sinó, en el cas de les pel·lícules realment grans, l'accés fortuït a un inconscient col·lectiu més profund...". , traçant les connexions des de H. P. Lovecraft a Francis Bacon a les Fúries gregues.
La pel·lícula va ser nominada al Premi del Públic al Festival Internacional de Documentals de Copenhaguen i al Festival Internacional de Cinema d'Edimburg.

## Argument
Memory: The Origins of Alien explora els orígens de la pel·lícula del director Ridley Scott Alien (1979). La pel·lícula inclou notes de la història originals, dissenys i guions gràfics rebutjats, imatges exclusives entre bastidors i el script original del guionista Dan O'Bannon de 29 pàgines de Memory (1971).

## Repartiment
- Tom Skerritt
- Veronica Cartwright
- Roger Corman
- Ben Mankiewicz
- Axelle Carolyn
- Henry Jenkins
- Roger Christian
- Nicholas Cull

## Producció
El director Alexandre O. Philippe va anunciar Memory: The Origins of Alien mentre promocionava la seva pel·lícula documental de 2017 78/52, que es basa en la pel·lícula de 1960 Psicosi. Philippe va dir que estava fascinat pel lema de Alien i va afegir després de veure Alien (1979) que "el va deixar bocabadat". Parlant del seu enfocament, Philippe va dir:
| «                       | M'encanta abordar el cinema i la cultura pop d'una manera que estigui arrelada en alguna idea profunda que cal explorar més a fons. | » |
| — Alexandre O. Philippe | |   |

Philippe va acreditar la pintura de 1944 Tres estudis per a figures al peu d'una crucifixió de Francis Bacon per entusiasmar-lo amb l'exploració de la franquícia Alien. He further added, "If you looked at the artwork, you'll say, 'That's just a little tidbit of trivia'".

## Recepció

### Resposta crítica
A l'agregador de ressenyes Rotten Tomatoes, la pel·lícula té una puntuació d'aprovació del 81 % basada en 80 ressenyes, amb una valoració mitjana de 7.1/10. El consens crític del lloc web diu: "Memory - The Origins of Alien ofereix una mirada interior entretinguda sobre la creació d'un clàssic i n'analitza de manera convincent la seva creació en el context de la seva època." Metacritic, que utilitza una mitjana ponderada, va assignar a la pel·lícula una puntuació de 70 sobre 100, basada en 18 crítics, indicant "En general ressenyes favorables".
Phil Hoad de The Guardian va escriure: "Francis Bacon,  el mite grec i l'heroi no reconegut del guió  Dan O'Bannon reben el seu reconeixement en aquesta pel·lícula ricament obsessiva sobre la creació d'un clàssic de la ciència-ficció.". Dan Jolin de Time Out va escriure: "Tanmateix, gràcies als rics arxius de 20th Century Fox i la qualitat dels extres deel DVD/Blu-Ray de la saga espacial fosca, sincerament, no hi ha gaire cosa a Memory, anomenada pel primer títol del guió del creador d' Alien, Dan O'Bannon, que justifiqui la seva afirmació de ser una història "inexplicable" al seu origen". Anton Bitel de Little White Lies va escriure: "Però el que traça el documental de Philippe és la manera com Alien transforma el procés (pro)creatiu pervertit al cor de la seva pròpia creació en el tema principal i el misteri central de la seva història en curs". Owen Gleiberman escrivint per a Variety va escriure: "Memory captura les capes hipnòtiques de la història i el significat que es van plegar en el valor d'impacte d' Alien''.

### Reconeixements
| Premis                                               | Any  | Categoria                     | Resultat | Ref.  |
| ---------------------------------------------------- | ---- | ----------------------------- | -------- | ----- |
| Festival Internacional de Documentals de Copenhaguen | 2019 | Premi del públic de Politiken | Nominat  | [ 3 ] |
| Festival Internacional de Cinema d'Edimburg          | 2019 | Premi del Públic              | Nominat  | [ 4 ] |